# Nekhen
Nekhen /ˈnɛkən/ hay Hierakonpolis (/ˌhaɪərəˈkɒnpəlɪs/; tiếng Hy Lạp cổ: Ἱεράκων πόλις hierakōn polis, "thành phố diều hâu", tiếng Ả Rập: الكوم الأحمر, Al-Kom Al-Aħmar, "gò đất đỏ") là thủ đô tôn giáo và chính trị của Thượng Ai Cập vào cuối thời kỳ tiền Triều đại (k. 3200-3100 trước Công nguyên), và có lẽ cũng trong thời kỳ Sơ Triều đại của Ai Cập (k. 3100-2686 trước Công nguyên). Một số học giả đề xuất thời điểm cư ngụ tại đây bắt đầu từ hàng ngàn năm trước.

## Trung tâm sùng kính Horus
Nekhen là trung tâm sùng kính vị thần diều hâu Horus của Nekhen, một trong những đền thờ cổ nhất tại Ai Cập được xây lên ở thành phố này. Nekhen lưu giữ tầm quan trọng như là trung tâm sùng kính thần hộ mệnh linh thiêng của nhà vua lâu sau khi thành phố suy tàn theo một cách khác.
Sự định cư nguyên thủy tại di tích Nekhen đã tồn tại từ nền văn hóa Naqada I vào 4400 TCN hoặc cuối nền văn hóa Badarian có thể có niên đại từ 5000 TCN. Ở thời đỉnh cao từ khoảng 3400 TCN, Nekhen đã có ít nhất 5.000 dân và có thể khoảng 10.000 dân.
Tàn tích thành phố ban đầu đã được các nhà khảo cổ người Anh James E. Quibell và F. W. Green khai quật vào cuối thế kỷ XIX.
Quibell và Green khám phá ra lớp khai quật chính yếu, một lớp khai quật nền móng bên dưới ngôi đền, năm 1894. Quibell đã được huấn luyện sơ bộ dưới W.M.F. Petrie, nhà sáng tạo khảo cổ học hiện đại, tuy nhiên ông đã không làm theo phương pháp của Petrie, đền thờ là một địa điểm rất khó để bắt đầu khai quật, do đó cuộc khai quật của ông đã tiến hành kém và thiếu tài liệu. Cụ thể, bối cảnh tình huống các hạng mục trong đó vẫn chưa được ghi lại, báo cáo thường trực của Quibell và Green mâu thuẫn nhau. Hiện vật nổi tiếng nhất thường liên hợp với lớp khai quật chính, Narmer Palette, bây giờ được cho có lẽ không nằm ở lớp khai quật chính trong tất cả. Báo cáo Quibell thực hiện năm 1900 đặt bảng phân loại trên lớp khai quật, nhưng báo cáo của Green vào năm 1902 đưa nó về 1-2 trước. Phiên bản của Green được minh chứng bằng ghi chép hiện trường trước đó (Quibell giữ trống), vì vậy bây giờ là ghi chép chấp nhận các sự kiện.
.
Lớp khai quật chính đã tọa lạc tại đây vào thời kỳ đầu Cựu Vương quốc, nhưng phong cách nghệ thuật các vật thể trong lớp khai quật cho biết từ thời điểm Tiền Triều đại và được chuyển vào lớp khai quật vào niên đại sau đó. Hạng mục quan trọng khác tại lớp khai quật vào niên đại rõ ràng đến thời điểm Tiền Triều đại muộn. Vật thể này, đầu quyền trượng Bọ Cạp, mô tả nhà vua chỉ được biết đến qua tượng hình bọ cạp, do đó được gọi là vua Bọ Cạp, tham gia vào những gì dường như là nghi thức tưới tiêu theo lễ nghi. Mặc dù Narmer Palette nổi tiếng hơn bởi vì nó cho biết vị vua đầu tiên chiếm hữu cả quyền lực của Thượng và Hạ Ai Cập, đầu quyền trượng Bọ Cạp cũng chỉ ra một số mối thù địch quân sự với miền Bắc bằng cách phô bày những con chim chim te te chết, biểu tượng của phía bắc, treo hình tượng.
Gần đây hơn, nhượng quyền đã được khai quật tiếp tục bởi một nhóm khảo cổ đa quốc gia, nhà Ai Cập học, nhà địa chất và các thành viên khoa học khác, được điều phối bởi Michael Hoffman cho đến khi ông qua đời vào năm 1990, sau đó bởi Barbara Adams thuộc Đại học London và tiến sĩ Renee Friedman đại diện cho Đại học California, Berkeley và bảo tàng Anh cho đến khi Barbara Adams chết vào năm 2001 và bởi Renee Friedman về sau.

## "Pháo đài"
Kết cấu tại Nekhen thường bị nhầm lẫn, "pháo đài", là vòng thành bằng gạch bùn đồ sộ bao quanh, do nhà vua Khasekhemwy cho xây dựng vào Triều đại thứ hai. Dường như tương tự về mặt kết cấu và mục đích như 'pháo đài' xây dựng tại Abydos, không có chức năng quân sự rõ ràng. Chức năng thực sự của những kết cấu này không rõ ràng, nhưng dường như có liên quan đến nghi lễ vương quyền và văn hóa.
Kết cấu theo lễ nghi được xây dựng trên một nghĩa trang Tiền Triều đại. Khai quật ở đây, cũng như công việc của những kẻ trộm cướp gạch về sau, đã làm suy yếu nghiêm trọng những bức tường và dẫn đến việc kết cấu sẽ sụp đổ trong tương lai gần. Trong hai năm qua, năm 2005 và 2006, nhóm nghiên cứu dẫn đầu bởi Renee Friedman đã cố gắng ổn định kết cấu hiện có và trùng tu những khu vực nguy cấp của công trình bằng gạch bùn mới.

## Lăng mộ sơn vẽ cổ nhất Ai Cập

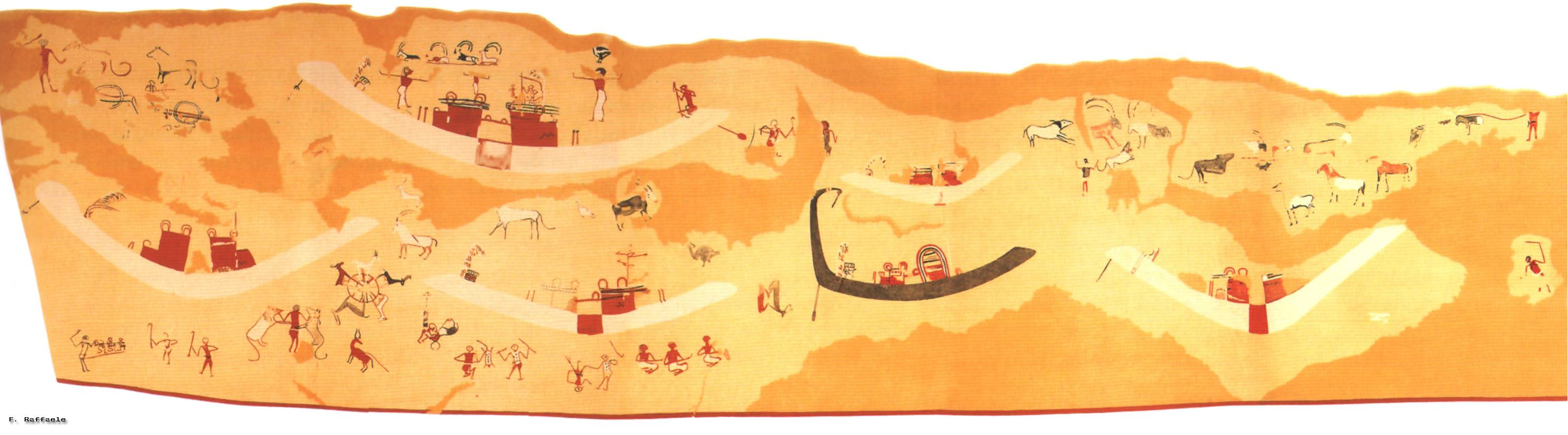
Lăng mộ sơn vẽ tại Nekhen.

Những khám phá khác tại Nekhen gồm có lăng mộ 100, ngôi mộ cổ xưa nhất với những trang trí sơn vẽ trên tường thạch cao. Ngôi mộ được cho có niên đại thuộc giai đoạn Naqada II c từ 3500 TCN cho đến năm 3200 TCN. Hình vẽ trang trí được cho là những khung cảnh tôn giáo và hình ảnh bao gồm những con số sẽ xuất hiện trong văn hóa Ai Cập kéo dài 3000 năm; nghi thức đưa tang lễ bằng thuyền ba cột buồm, có thể là một nữ thần đứng giữa hai con sư tử cái đứng thẳng, một cỗ xe kéo bằng những con vật đa dạng có bốn chân và sừng. Vài ví dụ về người trần gian trở nên liên kết với thần linh thuộc nền văn hóa gia súc cổ xưa nhất và một con vật được một nữ thần ngực nặng giúp đỡ, lừa hoặc ngựa vằn, dê núi, đà điểu, sư tử cái, linh dương Impala, linh dương Gazelle và bò nhà.

## Vườn thú cổ xưa nhất
Chuỗi vườn thú vật cổ xưa nhất được tiết lộ trong cuộc khai quật tại Nekhen năm 2009 phát hiện một bầy thú vào niên đại 3500 TCN. Những động vật ngoại nhập gồm có hà mã, hartebeest, voi, khỉ đầu chó và mèo rừng.

## Hoạt động sau đó
Có vài ngôi mộ sau đó tại Nekhen, thời đại Trung Vương quốc, thời kỳ trung gian thứ hai và Tân Vương quốc. Trong ngôi mộ của Horemkhaef tìm được một dòng chữ tiểu sử báo cáo hành trình Horemkhaef đến thủ đô Ai Cập. Bởi vì nó có liên kết mạnh mẽ với ý tưởng tôn giáo của người Ai Cập về vương quyền, đền thờ Horus tại Nekhen cuối thời kỳ Ai Cập thuộc Hy Lạp.

## Sách tham khảo
- Barbara G. Adams: Ancient Hierakonpolis Warminster 1974. In: Bibliotheca Orientalis 33, 1976, ISSN 0006-1913, pp. 24–25.
- Barbara Adams: The Fort Cemetery at Hierakonpolis. (Excavated by John Garstang). KPI, London 1987, ISBN 0-7103-0275-4, (Studies in Egyptology).
- Guy Brunton: The Predynastic Town-site at Hierakonpolis. In: S. R. K. Glanville (Hrsg.): Studies presented to F. Ll. Griffith. Oxford University Press, London u. a. 1932, pp. 272–276.
- John Coleman Darnell: Hathor Returns to Medamûd. In: Studien zur Altägyptischen Kultur 22, 1995, ISSN 0340-2215, pp. 47–94.
- Walter A. Fairservis: Excavations of the Temple Area on the Kom el-Gemuwia. Vassar College, Poughkeepsie NY 1983, (The Hierakonpolis Project, season January to March 1978), (Occasional papers in Anthropology 1).
- Renée Friedman / Barbara Adams: The followers of Horus. Studies dedicated to Michael Allen Hoffman. 1944-1990. Oxbow Books, Oxford u. a. 1992, ISBN 0-946897-44-1, (Egyptian Studies Association Publication 2), (Oxbow monograph 20).
- John Garstang: Excavations at Hierakonpolis, at Esna and in Nubia. In: ASAE. Annales du service des antiquites de l'Égypte 8, 1907, ISSN 1687-1510, pp. 132–148.
- Michael Allen Hoffman: Egypt before the Pharaohs. The prehistoric foundations of Egyptian Civilization. Routledge and Kegan Paul, London u. a., ISBN 0-7100-0495-8.
- Michael Allen Hoffman: The Predynastic of Hierakonpolis. An Interim Report. Cairo University Herbarium, Faculty of Science u. a., Giza u. a., 1982, (Egyptian Studies Association Publication 1).
- J. E. Quibell: Plates of discoveries in 1898. With notes by W. M. F. P. Bernard Quaritch, London 1900, (Hierakonpolis 1), (Egyptian Research Account Memoir 4), (Reprint: Histories and Mysteries of Man Ltd, London 1989).
- J. E. Quibell / F. W. Green: Plates of discoveries, 1898-99. With Description of the site in detail. Bernard Quaritch, London 1902, (Hierakonpolis 2), (Egyptian Research Account Memoir 5), (Reprint: Histories and Mysteries of Man Ltd, London 1989).
- A. J. Spencer: Early Egypt. The Rise of Civilisation in the Nile Valley. Press, London 1993, ISBN 0-7141-0974-6.
- Toby A.H. Wilkinson: Early Dynastic Egypt. Routledge, New York NY 1999, ISBN 0-415-18633-1.